# Герб Жиганского улуса
Герб муниципального образования «Жига́нский национальный эвенкийский район» Республики Саха (Якутия) Российской Федерации.
Герб утверждён решением Улусного Собрания муниципального образования «Жиганский улус (район)» № 112 от 14 сентября 2005 года.
Герб внесён в Государственный геральдический регистр Российской Федерации под регистрационным номером № 2021.

## Описание герба
«В зелёном поле золотой стоящий обернувшийся соболь; лазоревая выщерблено волнистая тонко окантованная серебром оконечность, обременённая двумя серебряными взаимообращенными осётрами. Во главе семь серебряных дугообразно расположенных якутских алмазов (фигуры в виде поставленных на угол квадратов, каждый из которых расторгнут на шесть частей: накрест и наподобие двух сходящихся по сторонам стропил)».

## Описание символики герба

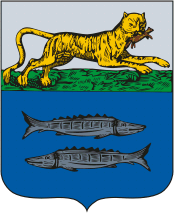
Герб Жиганска (1790)

Соболь — символ борьбы со злом, расположен в середине щита на зелёном поле, который олицетворяет ум, силу, ловкость.
Осётры, как символ отличительного богатства (благородная рыба) крупнейшей реки Сибири — р. Лена, изображались на историческом гербе уездного города Жиганска Якутской области, Высочайше утверждённого в 1790 году.
Алмазы в особой стилизации, аналогичной их стилизации в Государственном гербе Республики Саха (Якутия), обозначают административно-территориальную принадлежность муниципального образования к Республике Саха (Якутия).
Автор реконструкции герба и компьютерный дизайн: Матвеев Артур Матвеевич (г. Якутск).